# Rue Calliet
La rue Calliet est une voie de la zone piétonne du quartier des pentes de la Croix-Rousse dans le 1er arrondissement de Lyon, en France.

## Situation et accès
C'est une courte voie piétonne qui débute rue des Pierres-Plantées et se termine rue Vaucanson. Elle forme un T dont une partie longe l'école primaire Aveyrontandis que l'autre part vers des habitations et finit en cul-de-sac.

## Origine du nom
Antoine-Auguste Calliet (1825-1911) est un philanthrope dont la générosité s'est surtout manifestée envers les écoles et les sociétés de bienfaisance du 1er et 4e arrondissement de Lyon.

## Histoire
L'histoire de la rue est lié à la construction de l'école Aveyron. Le 23 avril 1875, la mairie décide la construction d'un bâtiment scolaire ce qui implique des améliorations de voirie. Une rue est ouverture et on prolonge la rue Vaucanson.
La mairie précède la loi du 1er juin 1878 sur la construction des écoles qui oblige chaque commune à s'approprier ou construire un bâtiment scolaire. L'école Aveyron est donc le premier groupe scolaire républicain de Lyon.
On attribue en 1878 le nom de rue des écoles à la voie ouverte près du bâtiment scolaire. Le nom est changé en rue Calliet par décision du conseil municipal du 27 novembre 1911.